# 穆尼亚诺-德尔卡尔迪纳莱
穆尼亚诺-德尔卡尔迪纳莱（義大利語：Mugnano del Cardinale），是意大利阿韦利诺省的一个市镇。总面积12平方公里，人口5338人，人口密度444.8人/平方公里（2009年）。ISTAT代码为064065。